# Keri Smith
Keri Smith es una autora e ilustradora canadiense, conocida por sus libros, que suelen buscar la interacción entre el lector y la autora. Sus obras más destacados son Destroza este diario, Esto no es un libro y  La Sociedad Errante'. Ella es también una colaboradora habitual del Washington Post, el New York Times o el Boston Globe.

## Obras publicadas
Keri Smith ha publicado varios libros relacionados con la creatividad y la interacción entre lector y autora.